# История Пьеры
«История Пьеры» — кинофильм. Экранизация произведения, автор которого — Дачия Мараини. Приз за лучшую женскую роль Ханне Шигулле на Каннском фестивале в 1983 году.

## Сюжет
Пьера (Изабель Юппер) — дочь состоятельного, но слабовольного отца (Марчелло Мастроянни) и ветреной, легкомысленной матери (Ханна Шигулла), постоянно изменяющей мужу. Он вынужден это терпеть, чтобы сохранить семью. Однако в такой обстановке родители не могут дать дочери полноценного воспитания. В результате, став взрослой, Пьера идёт по стопам матери…

## В ролях
- Изабель Юппер — Пьера
- Марчелло Мастроянни — Лоренцо, отец Пьеры
- Ханна Шигулла — Евгения, мать Пьеры
- Анджело Инфанти — Тито
- Таня Лопер — Элида
- Беттина Грюн — Пьера в детстве

## Съёмочная группа
- Режиссёр: Марко Феррери
- Продюсер: Эрвин С. Дитрих, Лучано Луна, Акилле Мандзотти
- Сценарист: Пьера Дельи Эспости, Марко Феррери, Дачия Мараини
- Композитор: Филипп Сард
- Оператор: Эннио Гварньери